# (228) Agathe
(228) Agathe es un asteroide perteneciente al cinturón de asteroides descubierto el 19 de agosto de 1882 por Johann Palisa desde el observatorio de Viena, Austria.
Está nombrado en honor de una de las hijas del astrónomo austriaco Theodor von Oppolzer (1841-1886).

## Características orbitales
Agathe forma parte de la familia asteroidal de Flora.